# Pogung
Pogung is een bestuurslaag in het regentschap Klaten van de provincie Midden-Java, Indonesië. Pogung telt 3108 inwoners (volkstelling 2010).